# 帕尔尼苏米罗
帕尔尼苏米罗（法語：Pargny-sous-Mureau，法語發音：[paʁɲi su myʁo] ⓘ）是法国大東部大區孚日省的一个市镇，属于讷沙托区。

## 地理
帕尔尼苏米罗（48°22'2"N, 5°36'18"E）面积17.97 平方千米，位于法国大東部大區孚日省，该省份为法国东北部内陆省份，北起默兹省和默尔特-摩泽尔省，西接上马恩省，南至上索恩省和贝尔福地区省，东临上莱茵省和下莱茵省。
与帕尔尼苏米罗接壤的市镇（或旧市镇、城区）包括：布雷尚维尔、格朗、大利福勒、米德勒沃、蒙莱讷沙托、维卢克塞。

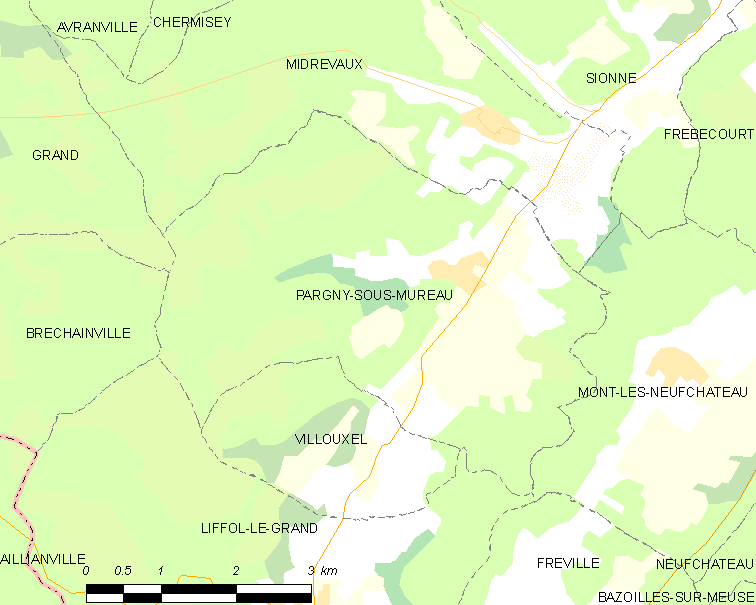
帕尔尼苏米罗的OSM定位图

帕尔尼苏米罗的时区为UTC+01:00、UTC+02:00（夏令时）。

## 行政
帕尔尼苏米罗的邮政编码为88350，INSEE市镇编码为88344。

## 政治
帕尔尼苏米罗所属的省级选区为讷沙托县。

## 人口

1962-2008年间帕尔尼苏米罗人口变化图示

帕尔尼苏米罗于2022年1月1日时的人口数量为184人。